# Batalla del monte Graupius
La batalla del Monte Graupius fue un enfrentamiento militar librado en el año 83 durante la conquista de Britania, entre las legiones del Imperio romano, lideradas por el gobernador Cneo Julio Agrícola, y una confederación de tribus caledonias, comandadas por el jefe Calgaco. 
Se la conoce principalmente gracias a la obra Agrícola, una biografía escrita por el yerno del gobernador, Tácito. Actualmente no hay claridad sobre el lugar donde se produjo pero sí que la batalla terminó con una completa victoria de las fuerzas imperiales. 
Sin embargo, no significó la anexión de la actual Escocia al territorio imperial. El emperador Tito Flavio Domiciano llamó al gobernador de vuelta a Roma, temeroso de la popularidad que su general había alcanzado entre el Senado y el pueblo, cancelando las campañas en Caledonia.

## Antecedentes
Mientras las autoridades estaban a la espera de la llegada del nuevo gobernador, Cneo Julio Agrícola, los ordovicos del norte de Gales se rebelaron. Era septiembre del 77 y el gobernador saliente, Sexto Julio Frontino, tenía dos legiones disponibles pero ya empezaba el otoño y nadie deseaba combatir con mal tiempo. En cuanto llegó, Agrícola marchó contra los rebeldes, que se retiraron a sus colinas, pero el nuevo gobernador los persiguió y masacró a casi toda la tribu.
Después de esto, Agrícola pasó el invierno organizando su administración para solucionar los problemas que habían causado los levantamientos. Al volver la temporada de campañas el gobernador lanzó una serie de expediciones punitivas contra los brigantes, exigiéndoles la entrega de rehenes. Logrado este objetivo los romanos empezaron a fijar metas todavía más al norte. En el período estival del año 79, Agrícola navegó hasta el estuario del Taus (Tay), estableciendo contacto con los dumnones y dejando guarniciones que se mantuvieron durante la estación invernal.
En el verano siguiente el gobernador intentó asegurar el dominio imperial en las Tierras Bajas de Escocia, construyendo fuertes al norte del territorio brigante y aumentando las guarniciones en los que ya habían, aliándose con los votadini y selgovae, exigiéndoles rehenes para asegurar su fidelidad ya que el gobernador los obligó a darles suministros a sus tropas en el invierno; en definitiva, trataba de llevar la frontera a la línea entre Clota (Clyde) y Bodotria (Forth).

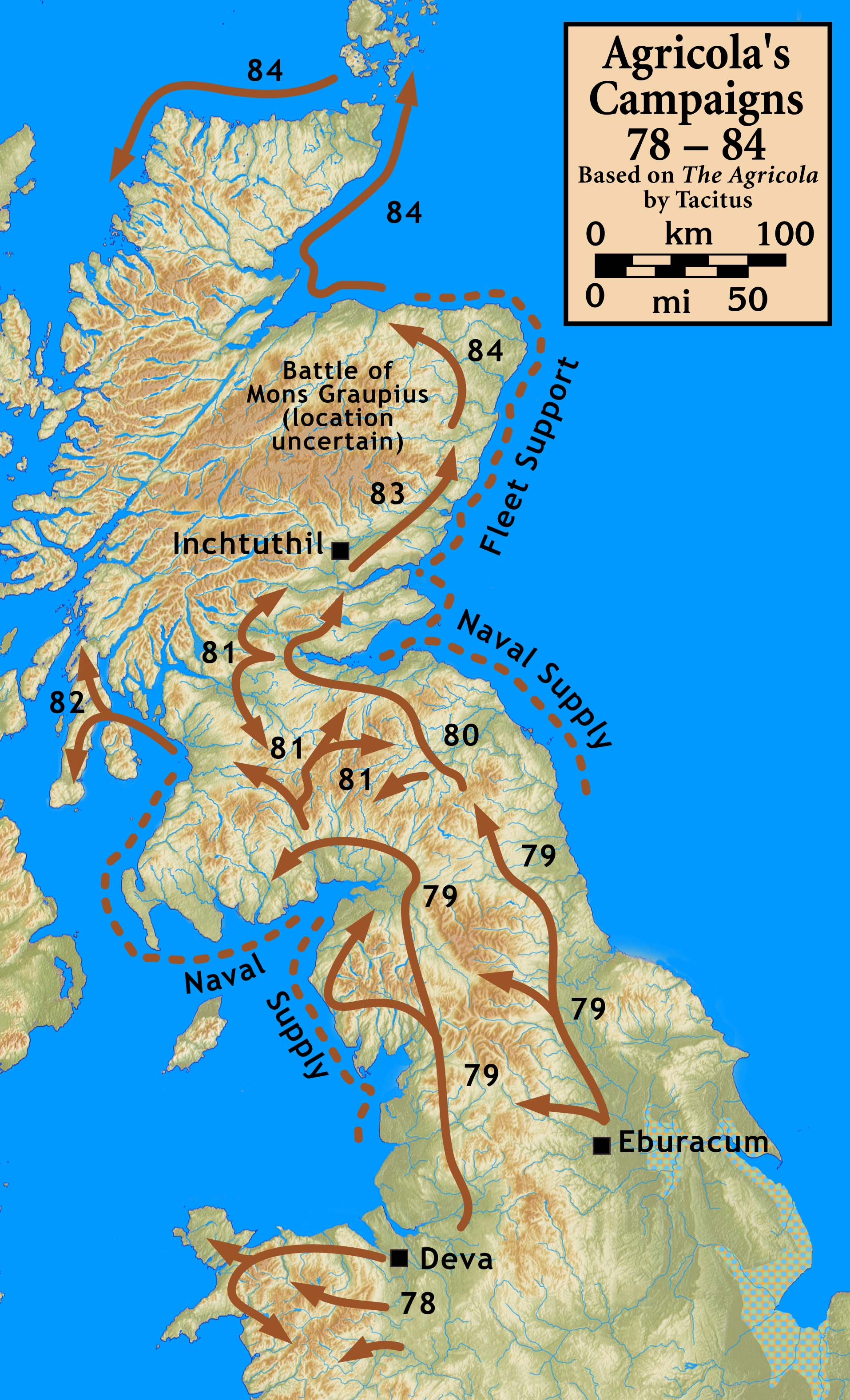
Mapa de las campañas de Agrícola.

En el 81 Agrícola cruzó Clyde y decidió que debía someter a los novantae antes de avanzar más al norte, venciéndolos en varias batallas. Posiblemente también recorrió la península de Galloway y recibió embajadas de varios reyezuelos de Hibernia (Irlanda).
Al siguiente año Agrícola pasó Forth y avanzó hasta el Tay, donde construyó nuevos fuertes en territorio de los dumnones, además de hacer un reconocimiento de los puertos naturales para su flota. Obviamente, su intención era asegurarse que podría mantener comunicaciones con los fuertes septentrionales en invierno por vía marítima cuando las rutas terrestres quedaran bloqueadas. Sin duda, también aprovechó de explorar más al norte de la actual Escocia, como Montrose, Stonehaven y Aberdeen. Se desconoce que sucedió aquel invierno.
Por entonces, las fuerzas romanas al norte de la isla debían sumar unos 25 000 efectivos pero para desgracia de los romanos, en aquellos momentos la guarnición de Britania tuvo que desprenderse de algunas unidades auxiliares que fueron enviadas al Rin.

## Fuerzas enfrentadas
Del ejército romano solamente se sabe que combatieron 8000 auxiliares y 3000 jinetes en primera línea. A estos se pueden sumar cuatro alae de caballería, aproximadamente 2000 caballos, que estarían en reserva y unos 4000 legionarios de una legión, probablemente la legio IX Hispana porque era la unidad a cargo de la frontera norte de Britania. El ejército del gobernador sumaría 15 000 a 17 000 efectivos, la mitad del enemigo pero la diferencia numérica no era tan grande como dice Tácito. Otros autores creen que la infantería legionaria probablemente se equipararía a la auxiliar.
La otra opción posible era la legio II Augusta, pero los registros parecen indicar que ésta estaba en el sur de Gales manteniendo el orden. Aunque se sabe que en esa época un destacamento de la II Augusta, presumiblemente dos cohortes o el equivalente a 1000 legionarios, sirvió en la isla es probable que fuera en territorio de los silures.
El ejército de los caledonios sumaba 30 000 guerreros según Tácito. Cifra bastante cuestionada por eruditos modernos, pero nunca menos de 15 000.

## Batalla

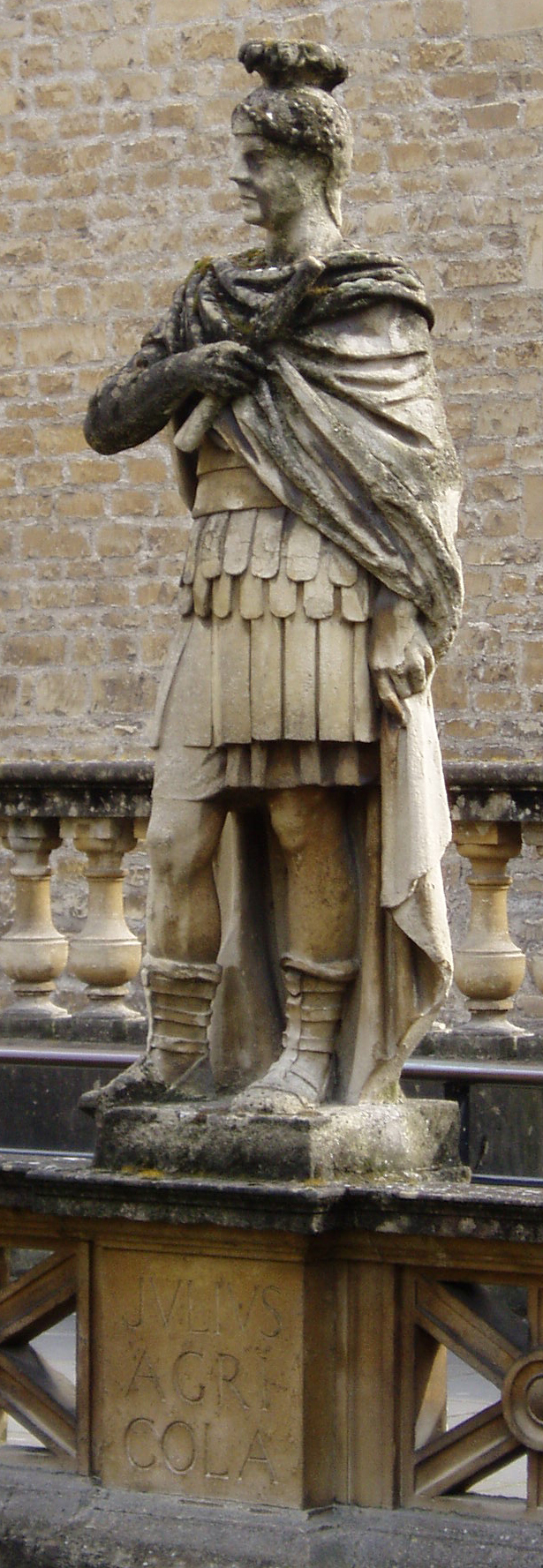
Estatua de Agrícola en Bath.

A comienzos del verano, el gobernador se lanzó a una nueva campaña. Tras recorrer un tramo con su flota siguió por tierra hasta los montes Grampianos con sus aliados britanos en vanguardia. Posiblemente la marcha se dio desde Camelon, en Clyde, hasta el río Tay, en Perth.
Ahí se encontraban los caledonios, quienes habían formado una importante alianza y convocado a los guerreros de todas las tribus. A la cabeza de estos nativos estaba Calgaco, quien les decía que sin tener donde huir porque vivían en los confines del mundo estaban luchando para defender su libertad frente a la esclavitud que representaba una Roma deseosa de guerra, esclavos y saqueo. Sus palabras fueron recibidas con cánticos y gritos por los nativos. Entre tanto, Agrícola formaba sus líneas detrás de sus trincheras y les recordó que eran veteranos de ocho años de campañas en la isla, donde habían demostrado su fortaleza y valor muchas veces. Esto animó de sobremanera a las tropas. Arengar a las tropas por parte de sus comandantes es algo muy frecuente en las fuentes antiguas, un elemento que buscaba hacer más épico el relato.
Agrícola dispuso en primera línea a las fuerzas auxiliares en el centro con la caballería en las alas. En retaguardia estaban los legionarios, junto enfrente del castra (campamento militar), esperando actuar como reserva si los auxiliares eran vencidos. Las fuerzas auxiliares no eran tan prescindibles como se sugiere por los relatos antiguos, tanto éstas como los legionarios tenían sus propias virtudes y debilidades, y es posible que Agrícola los pusiera en primera línea porque confiaba en su entrenamiento y experiencia. Los caledonios estaban en la loma de una colina con una formación similar a un arco y más adelante sus carros, en la llanura entre ellos y los romanos, varias docenas que hacían mucho ruido con sus ruedas y animales. El gobernador, temiendo que el enemigo numéricamente superior lo atacara por el frente y los costados a la vez, extendió sus líneas demasiado por lo que sus oficiales le aconsejaron hacer avanzar a las legiones, pero él se negó.

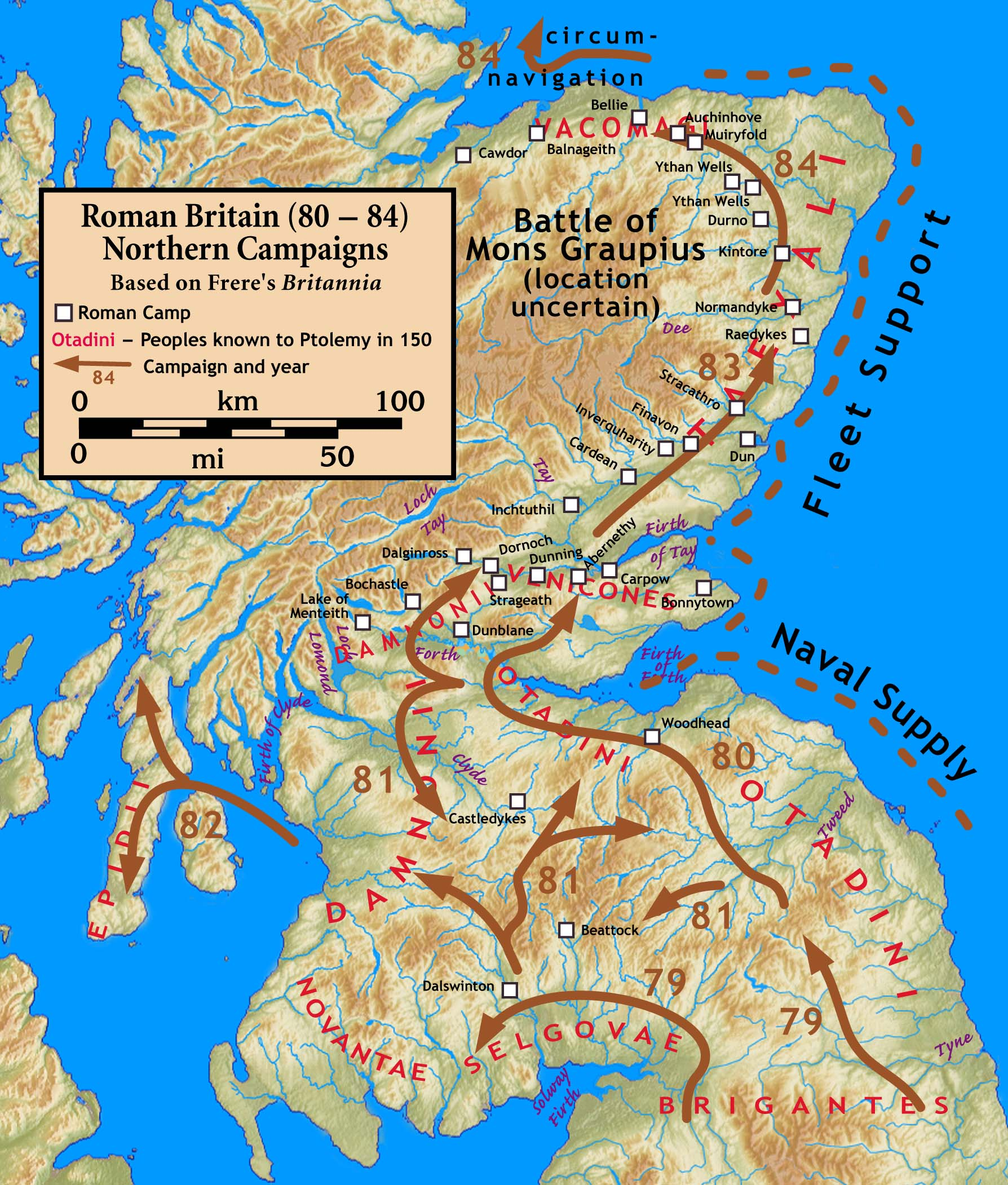
Última campaña de Agrícola en el norte de Caledonia.

La lucha comenzó con un intercambio de proyectiles. Los caledonios desviaban las jabalinas que les arrojaban con sus enormes espadas y pequeños escudos a la vez que arrojaban las propias, hasta que Agrícola mando a sus dos cohortes de tungros y otras tres de bátavos cargar para provocar un combate cuerpo a cuerpo, algo que sabían hacer muy bien los veteranos. En cambio, las espadas caledonias no eran adecuadas para combate en espacio cerrado. Los bátavos avanzaron formando un muro de escudos y lograron expulsar al enemigo de la llanura, empezando a subir la ladera, a lo que pronto se sumaron el resto de los auxiliares, matando a muchos nativos en el ataque. Mientras tanto, la caballería caledonia había huido y los carros estaban mezclados en la lucha de infanterías, pronto quedando detenidos por la masa de hombres y la dificultad del terreno.
Fue en ese momento que la reserva de los caledonios, que estaba en la cima de la colina, intento flanquear a los romanos, quienes enviaron cuatro alas de caballería que estaban en reserva a detenerlos. Este contingente de nativos huyó y la caballería romana aprovechó para flanquear al ejército enemigo y atacarlo por la retaguardia. Entonces los auxiliares persiguieron y masacraron a los caledonios que empezaban a retirarse. Algunos contingentes completos de nativos huyeron ante unos pocos romanos, mientras que los más valientes se mantenían resistiendo hasta la muerte. Así el campo abierto quedó lleno de cadáveres y miembros mutilados, y los caledonios se refugiaron en el bosque cercano, donde era un suicidio perseguirlos. Agrícola envió algunas cohortes de infantería ligera a cazarlos en la foresta más densa, a la vez que un ala de caballería entraba en una zona parcialmente arbolada. Finalmente, los caledonios se retiraron en grupos dispersos a regiones aún más inaccesibles para estar a salvo.

## Consecuencias

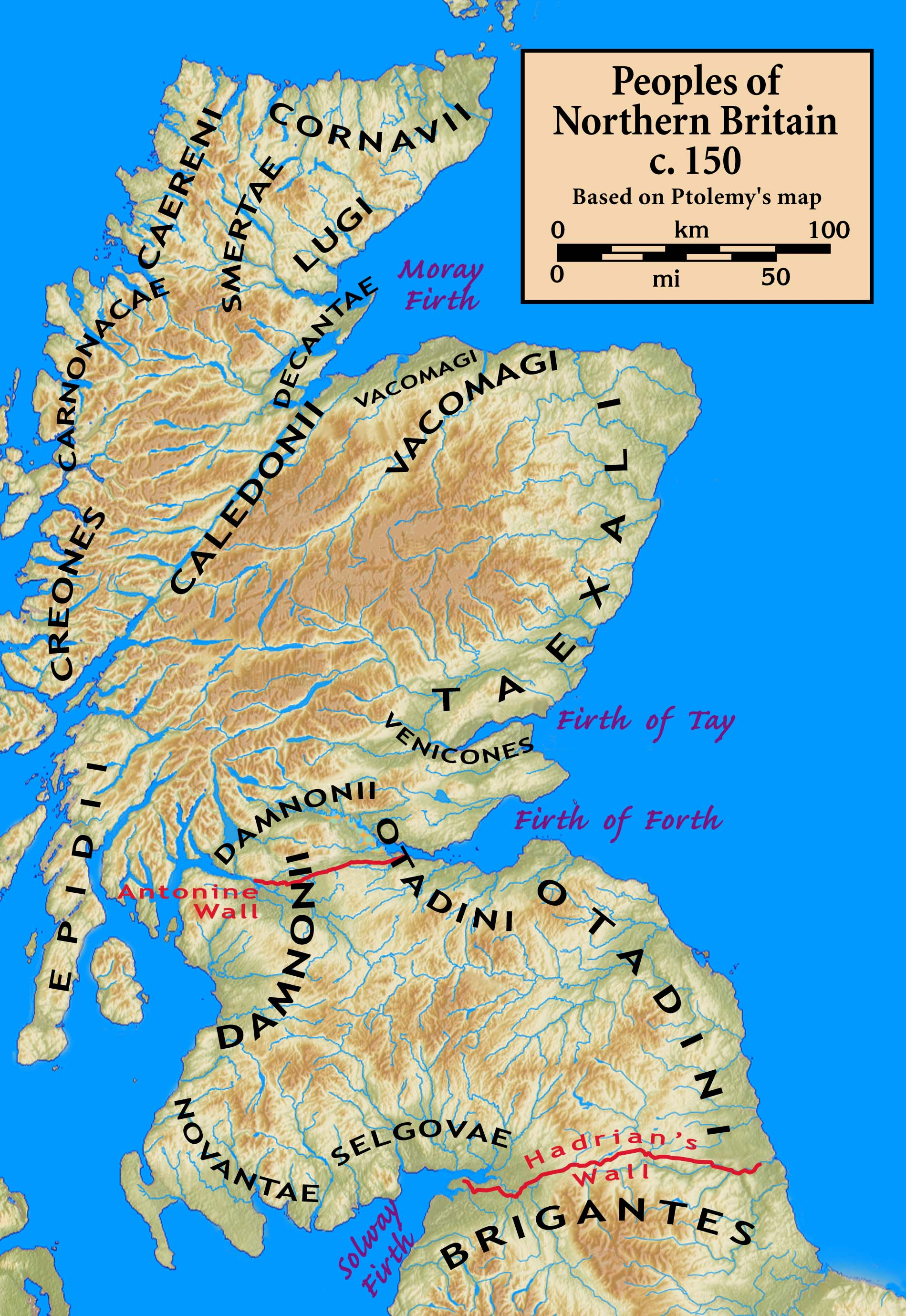
Etnias de Caledonia alrededor del año 150; se puede observar los muros de Adriano y Antonio, que separaban a la Britania romana de Caledonia.

Los vencedores pasaron la noche festejando y repartiendo el botín, mientras los vencidos deambulaban en el campo entre gemidos, arrastrando a los heridos, llamando a los ilesos y abandonando sus hogares para buscar escondites. Días después formaron un consejo y en su pena, algunos guerreros violentaron a sus familias. Cuando los romanos, a la mañana siguiente de la batalla, fueron a perseguirlos, encontrando las colinas vacías, las aldeas abandonadas y las chozas quemadas. Como el verano se acababa, el gobernador dio órdenes de retirarse pero antes atacó a la tribu de los boresti, aunque historiadores modernos creen que Tácito lo inventó porque ninguna otra fuente menciona ese pueblo. Después de exigirles rehenes, el gobernador ordenó a la flota un viaje de circunnavegación que lo llevó hasta las islas Shetland, esto causó gran alarma entre las tribus porque hizo marchar por tierra a su ejército con la intención de intimidarlas. Finalmente, volvió a los cuarteles invernales demostrando que Britania era una isla.
Agrícola consideraba que la completa sumisión de Caledonia, e incluso la conquista de Hibernia, serían la mejor manera de garantizar la seguridad de la provincia romana de Britania. Sin embargo, las órdenes de la capital fueron limitarse a confinar a los bárbaros contra las montañas, desde las que, por otra parte, causaban mucho daño a las legiones con sus ataques. En total, la conquista romana de Britania costó la vida de cien a doscientos cincuenta mil nativos, en una época que la población isleña debía rondar apenas el par de millones.
Durante aquel verano el emperador Domiciano tomó el cognomen Germanicus y tuvo su cuarta aclamación como imperator por sus victorias sobre los catos. Entre tanto, después de llegar la noticia de la victoria del gobernador, Agrícola recibió una ornamenta triumphalia y derecho a una estatua pública mientras el monarca recibía su quinta aclamación. Domiciano había conseguido una victoria “fingida” ante los germanos y aunque públicamente felicitaba a su general, en privado recelaba de su éxito y temía que en su gloria, Agrícola intentase suplantarlo, pero no podía actuar directamente contra un gobernador tan popular, ya que el apoyo de los militares al emperador era cada vez más exiguo. En los últimos años había habido desastres militares en Mesia, Dacia, Panonia y Germania y al único al que el pueblo alababa era Agrícola. Luego, mandó a Agrícola dejar el gobierno de Britania habiendo cumplido su misión de pacificar la provincia y fue sucedido por Salustio Lúculo. El envidioso emperador apartó al gobernador de toda actividad pública hasta su muerte en el año 93.
Posteriormente para defender la provincia romana de Britania mejor de las incursiones de los pictos los romanos levantaron el Muro de Adriano, entre 122 y 132. Posteriormente entre 140 y 142 se levantó aún más al norte el Muro de Antonino que terminaría por ser abandonado tan solo unos veinte años después, haciendo retroceder la frontera de vuelta al muro anterior. En torno al año 141 las fuerzas romanas en el norte de la isla apenas alcanzaban 16 500 hombres (una legión, la II Augusta y sus tropas auxiliares).
Finalmente, entre 208 y 211, el emperador Septimio Severo luchó con una poderosa fuerza de 40 000 soldados contra las guerrillas pictas sin lograr ningún gran éxito y sufriendo altísimas bajas, (Dión Casio afirma que perdió 50 000 hombres, cifra seguramente exagerada). Tras este fracaso la frontera se situó definitivamente en el Muro de Adriano hasta su abandono a fines del siglo IV.